# جین اسکات
جین اسکات (انگلیسی: Gene Scott؛ ۱۹۲۹–۲۰۰۵) کشیش آمریکایی است که زندگی‌اش موضوع فیلمی مستند از ورنر هرتسوک به نام مرد خشمگین خدا شده‌است.